# Hewlett Harbor
Hewlett Harbor és una població dels Estats Units a l'estat de Nova York. Segons el cens del 2000 tenia 1.271 habitants.

## Demografia
Segons el cens del 2000, Hewlett Harbor tenia 1.271 habitants, 429 habitatges, i 380 famílies. La densitat de població era de 681,6 habitants/km².
Dels 429 habitatges en un 39,6% hi vivien nens de menys de 18 anys, en un 84,4% hi vivien parelles casades, en un 2,8% dones solteres, i en un 11,4% no eren unitats familiars. En el 10% dels habitatges hi vivien persones soles el 8,4% de les quals corresponia a persones de 65 anys o més que vivien soles. El nombre mitjà de persones vivint en cada habitatge era de 2,96 i el nombre mitjà de persones que vivien en cada família era de 3,16.
Per edats la població es repartia de la següent manera: un 29,3% tenia menys de 18 anys, un 3,8% entre 18 i 24, un 19,8% entre 25 i 44, un 28,7% de 45 a 60 i un 18,3% 65 anys o més.
L'edat mediana era de 43 anys. Per cada 100 dones de 18 o més anys hi havia 90,7 homes.
La renda mediana per habitatge era de 159.682 $ i la renda mediana per família de 185.962 $. Els homes tenien una renda mediana de 100.000 $ mentre que les dones 40.000 $. La renda per capita de la població era de 82.069 $. Cap de les famílies i el 0,7% de la població estaven per davall del llindar de pobresa.